# 33201 Thomasartiss
33201 Thomasartiss este o planetă minoră (asteroid) din centura de asteroizi. A fost descoperită pe 20 martie 1998 la Experimental Test Site⁠(d) de Lincoln Near-Earth Asteroid Research. 
Obiectul prezintă o orbită caracterizată de o semiaxă mare de 2,7694631 UAi, o excentricitate de 0,05, o înclinație de 1,02336 ° în raport cu ecliptica.